# 九条政忠
九条 政忠（くじょう まさただ）は、室町時代から戦国時代初期にかけての公卿。関白・九条満家の養子。官位は正二位・内大臣、関白。九条家13代当主。普門寺と号す。

## 経歴
祖父は九条満家で、父は満家の嫡男であるが病弱で、20代となっても元服も行っていなかった加々丸。そのため、満家の後を誰が継ぐのかで問題が発生した。
文安5年（1448年）10月に具合の悪かった満家は大和国にいる弟の経覚を呼び、次期九条家家督として、満家の嫡男であるが病弱であった加々丸（28歳）の10歳になる若君（政忠）か、満家の実子で4歳になる茶々丸（九条政基）のどちらに家を継がせばよいかを問うたところ、思案した経覚はひとまず10歳の若君（政忠）を家督とし、将来には茶々丸に家督を譲らせるということにすれば良いのではというと、満家はたいそう喜んでその通りにし、10歳の若君（政忠）を自らの養子として家を継がせた。また、加々丸は出家した。
室町幕府8代将軍・足利義政（義成）から偏諱を受け成家（しげいえ）と名乗る。のちに義成が「義政」に改名すると、重ねて「政」の字を与えられて政忠と名乗った。
宝徳3年（1451年）､12歳で従三位に叙せられる。康正2年（1456年）正二位に昇叙される。25歳で内大臣となるが、叔父・政基との間に家督争いが生じ、隠居を余儀なくされる（公卿補任）。その後宮廷に復帰して、長享元年（1487年）関白に就任、長享2年（1488年）に藤氏長者となるが、同年8月23日に49歳で薨去した。

## 系譜
- 父：九条加々丸 - 九条満家の子
- 母：堀川局
- 妻：不詳
- 生母不明の子女
  - 男子：政超 - 室町幕府6代将軍・足利義教の猶子、権僧正
  - 男子：忠厳 - 准三宮、東大寺別当
  - 男子：桓昭 - 法成寺平等院執印
  - 男子：忠承 - 延暦寺大僧正